# さよならの果実たち
「さよならの果実たち」（さよならのかじつたち）は、1987年6月21日にビクター音楽産業より発売された荻野目洋子の12枚目のシングル。

## 概要
アルバム『246コネクション』からの先行シングルで(アルバムには別バージョンで収録されている)、荻野目にとって初のオリコンチャート第1位を獲得した作品である。 
TBS系音楽番組『ザ・ベストテン』では5週ランクインし、最高位は第5位。なお同番組の1987年年間ランキングは第52位だった。
この曲で第13回あなたが選ぶ全日本歌謡音楽祭にて最優秀タレント賞を受賞した。

## 収録曲
- 両楽曲共に、作詞：売野雅勇／作曲：筒美京平

1. さよならの果実たち（3分42秒）
編曲：武部聡志
2. ロフトサイド・グラフィティ（4分8秒）
編曲：新川博

## カバー
さよならの果実たち
- 氣志團（2021年） - 筒美京平トリビュート・アルバム『Oneway Generation』に収録。